# 圣伊莱尔-莱桑德雷西
圣伊莱尔-莱桑德雷西（法語：Saint-Hilaire-les-Andrésis，法語發音：[sɛ̃.t‿ilɛʁ le.z‿ɑ̃dʁezi]）是法国卢瓦雷省的一个市镇，属于蒙塔日区。该市镇总面积25.71平方公里，2009年时的人口为979人。

## 人口
圣伊莱尔-莱桑德雷西人口变化图示